# Daf-16
Daf-16 — ген нематод (C. elegans), що кодує білок DAF-16, фактор транскрипції сімейства HNF-3/forkhead (ортолог білків ссавців AFX, FKHR, і FKHRL1) та діє в інсуліновому шляху, який впливає на утворення дауера, на тривалість життя та розмноження нематоди.
DAF-16 взаємодіє з CBP-1 in vitro і генетично взаємодіє як з іншими генами інсулінового шляху, так і з ядерним гормональним рецептором DAF-12. Daf-16 експресується у великій кількості у більшості (можливо всіх) клітинах.
DAF-16 є гомологом людського білка FORKHEAD BOX O1A (FOXO1A), мутації в якому спричиняють рабдоміосаркому.